# Höcklerbrücke
Die Höcklerbrücke ist eine Bogenbrücke über die Sihl in der Stadt Zürich. Sie verbindet die Zwirnerstrasse im Quartier Leimbach (linke Flussseite) mit dem Spulenweg im Quartier Wollishofen (rechte Flussseite).

## Name
Die Brücke ist benannt nach dem einstigen Landgut «Höckler» und 1448 erstmals als erwähnter Flurname.

## Konstruktion
Die Eisenbogenbrücke wurde 1865–1866 als Bestandteil der Erschliessung des Sihltals als einspurige Strassenbrücke gebaut. Sie ersetzte eine gedeckte Holzbrücke von 1819, die dem Hochwasser von 1846 zum Opfer gefallen war. 1902 wurde sie aufgrund von Deformationen der tragenden Bögen mit einer Nutzungsbeschränkung belegt und durfte nur noch mit leichten Fuhrwerken befahren werden. 1941 erfolgte eine Verstärkung der Bögen und eine neue Fahrbahnplatte aus Beton wurde eingezogen. 
Im Rahmen der Arbeiten an der Westumfahrung von Zürich, der sie weichen musste, wurde das Bauwerk 1999 um 300 Meter sihlaufwärts verlegt und renoviert.

## Status
Es handelt sich bei der Höcklerbrücke wahrscheinlich um die älteste stählerne Strassenbrücke des Kantons Zürich. Die historische Brücke ist im Inventar historischer Verkehrswege der Schweiz (IVS) als Objekt von nationaler Bedeutung aufgeführt.

## Nutzung
Am heutigen Standort dient die Brücke vor allem Fussgängern und Velofahrern im Naherholungsgebiet zwischen Leimbach und der Allmend Brunau. 
Es besteht ein signalisiertes Fahrverbot für Motorwagen, Motorräder und Motorfahrräder; ausgenommen zur Bewirtschaftung der Grundstücke, für öffentliche Dienste und mit schriftlicher Bewilligung der Polizei oder der Forstverwaltung. Die Fahrzeuglast ist auf 6 t beschränkt.